# Cortinarius praestigiosus
Cortinarius praestigiosus (Fr.) E. Berger – gatunek grzybów należący do rodziny zasłonakowatych (Cortinariaceae).

## Systematyka i nazewnictwo
Pozycja w klasyfikacji według Index Fungorum: Cortinarius, Cortinariaceae, Agaricales, Agaricomycetidae, Agaricomycetes, Agaricomycotina, Basidiomycota, Fungi.
Po raz pierwszy opisał go w 1874 r. Elias Fries, jako odmianę Cortinarius paragaudis (Cortinarius paragaudis var. praestigiosus). W 1846 r. Ernst Berger podniósł go do rangi odrębnego gatunku. Pozostałe synonimy:
- Cortinarius fulguritans Reumaux 2000
- Cortinarius magus Moënne-Locc. 2001
- Cortinarius paragaudis subsp. praestigiosus (Fr.) Sacc. 1897
- Cortinarius poirieri Reumaux 1988
- Cortinarius rufescentipes Bidaud 2001
- Cortinarius sensibilis Bidaud 2010

## Morfologia
Kapelusz
Średnica 2–7(9) cm, higrofaniczny, garbaty, gładki, różowo-brązowy, fioletowo-brązowy, czerwono-brązowy, czekoladowo-brązowy, ciemnobrązowy, gładki, w stanie suchym jaśniejszy, w młodym wieku delikatnie łuskowaty z jedwabiście włóknistą osłoną. Brzeg zawsze cienki i biały.
Blaszki
Zbiegające ząbkiem na trzon, szerokie, gęste, wybrzuszone, początkowo żółtobrązowe, płowe, kasztanowobrązowe, później czerwonobrązowe, także z odcieniem różowofioletowym.
Trzon
Wysokość 4–8 cm, grubość do 1 cm, początkowo pełny, potem pusty. Powierzchnia białawo oszroniona na brązowym tle z rdzawobrązową strefą pierścieniową, podstawa zwykle fioletowo-biaława, na starość ochrowo-brązowawo-włóknisty.
Miąższ
W kapeluszu żółtobrązowy, jaśniejszy u nasady, u podstawy trzonu z jasnofioletowo-niebieskim odcieniem, włóknisty. Pod wpływem 40% KOH kapelusz i miąższ stają się prawie czarne, a powierzchnia trzonu blado oliwkowobrązowa lub bez reakcji.
Wysyp zarodników
Rdzawoochrowy
Cechy mikroskopowe
Zarodniki 7,3–9,1 × 4,5–5,3 µm, Q = 1,4–1,8, elipsoidalne do nieco migdałkowatych, brodawkowate, dekstrynoidalne. Strzępki w skórce o szerokości do ok. 27 µm, z jasnożółtym grubościennym pigmentem.
Gatunki podobne
Zasłonak cynamonowofioletowy (Cortinarius cinnamoviolaceus), zasłonak osłonięty (Cortinarius armillatus), zasłonak pachnący (Cortinarius torvus), zasłonak ołowiowy (Cortinarius tortuosus), zasłonak szarofioletowawy (Cortinarius casimiri), zasłonak fioletowobrązowy (Cortinarius bibulus), Cortinarius scutulatus.

## Występowanie i siedlisko
Jest rzadki. Brak go w opracowanym w 2003 r. przez Władysława Wojewodę wykazie wielkoowocnikowych grzybów podstawkowych Polski, jego stanowiska w Polsce podaje internetowy atlas grzybów.
Naziemny grzyb mykoryzowy. Występuje w lasach mieszanych, często pod drzewami iglastymi, przeważnie na kwaśnych glebach, owocniki tworzy od lata do jesieni.